# Terremoto de 1837 na Galileia
O terremoto da Galileia de 1837, também conhecido como terremoto de Safed, abalou a Galileia em 1º de janeiro e é um dos vários eventos moderados a grandes que ocorreram ao longo do sistema de falhas do Rifte do Mar Morto, que marca o limite de duas placas tectônicas: a Placa Africana a oeste e a Placa arábica a leste. As avaliações de intensidade para o evento foram VIII (Danoso) na escala Medvedev-Sponheuer-Karnik e VIII (Fortemente Danoso) na Escala Macrossísmica Europeia.
Uma avaliação do evento feita em 1977 e publicada no Boletim da Sociedade Sismológica da América situou seu epicentro ao norte da cidade de Safed e estimou sua magnitude em 6,25–6,5, mas em 1997 o sismólogo Nicholas Ambraseys argumentou que o evento pode ter sido mais substancial. O evento foi bem documentado pelo missionário, arqueólogo e autor do século XIX, William McClure Thomson. A região onde o terremoto ocorreu era formalmente parte do Império Otomano, mas na época estava sob o controle dos egípcios, que a ocuparam após a tomada durante o conflito.

## Terremoto
O choque principal ocorreu em 1º de janeiro de 1837, por volta das quatro da tarde, seguido por um segundo choque forte cinco minutos depois,  e foi sentido a até 500 quilômetros (310 mi) de distância. A intensidade máxima percebida em Damasco foi estimada em VII (Muito forte) na escala Medvedev–Sponheuer–Karnik, enquanto Ramla e Baalbek estavam em VI (Forte), e em cidades como Cairo, Tarso e Gaziantep (anteriormente Aintab) estavam em III (Fraco).

## Registro
William McClure Thomson chegou a Beirute em 1833 para um trabalho missionário e estava na área na época do terremoto. Ele escreveu, em detalhes, sobre os danos e tragédias pessoais que testemunhou durante suas viagens em A Terra e o Livro, ou Ilustrações Bíblicas Extraídas dos Costumes e Maneiras, Cenas e Cenários da Terra Santa. O livro foi publicado em 1861 e permaneceu como um best-seller durante grande parte do século XIX. Na região, os egípcios (liderados por Ibrahim Pasha do Egito) haviam conquistado recentemente o controle do sul da Síria durante a Guerra Egípcia-Otomana (1831-1833). Durante sua estadia, Thomson foi preso sob acusações de espionagem. Alguns anos depois os egípcios foram finalmente expulsos da região pelos otomanos.

## Danos
O choque foi relativamente leve em Beirute, mas muitas casas foram danificadas e outras completamente destruídas. O inverno deixou a comunicação na área mais lenta, e quase oito dias se passaram antes que relatórios confiáveis de Safed chegassem sobre a natureza dos danos. As cartas declaravam que a cidade, juntamente com Tiberíades e muitas outras aldeias, haviam sido destruídas. Sidon foi consideravelmente danificada, e em Tiro as casas destruídas deixaram as ruas quase intransitáveis, com pessoas dormindo em barcos e em tendas ao longo da costa. A aldeia de Rumaish foi quase toda destruída, com 30 mortes causadas por pessoas que foram esmagadas em suas casas, e muitas mais teriam sofrido o mesmo se não estivessem nas orações noturnas na igreja ali existente, um pequeno edifício que não sofreu danos sérios.
Naquela época, as casas eram construídas geralmente de alvenaria com um andar e telhados planos e pesados, muitas vezes já danificados, que não eram resistentes nem mesmo a uma pequena quantidade de tremor. Estruturas públicas como pontes e muros tiveram melhor desempenho, pois geralmente eram construídas com padrões mais elevados. Os grandes danos em certas áreas ocorreram por vários motivos. Algumas cidades foram construídas em encostas íngremes com vista para as planícies (por razões de segurança), enquanto outros locais estavam localizados em solo instável, onde deslizamentos de terra já haviam ocorrido anteriormente. Essas condições dificultaram a avaliação da intensidade do terremoto, mas Ambraseys estabeleceu um valor máximo de VII–VIII (Muito forte – Danoso) na escala Medvedev–Sponheuer–Karnik para o evento. Essa escala foi usada principalmente na Europa e na União Soviética até a década de 1990. Uma maior perda de vidas foi provavelmente observada como resultado do terremoto ter ocorrido em uma noite de inverno, já que a maioria das pessoas provavelmente estava em suas casas preparando o jantar. 
Todas as casas e a igreja local na vila de Jish foram destruídas, e todos os 135 paroquianos foram mortos, com apenas o padre sobrevivendo ao desabamento do telhado abobadado de pedra. O altar onde estava o padre era protegido por um arco. O estudioso americano Edward Robinson passou pela vila de Lubya, a oeste do Mar da Galileia, em 1838, e observou que ela havia sofrido muito com o terremoto, com 143 moradores mortos.
Em Safed, as casas na colina foram construídas de tal forma que os telhados das casas abaixo se tornavam as ruas para as casas acima; o estilo de construção em cascata tinha muitas camadas de profundidade e, quando o terremoto aconteceu, as casas desabaram umas sobre as outras. Muitas pessoas morreram imediatamente e ficaram soterradas sob os escombros, e algumas tiveram a sorte de sobreviver, mas não conseguiram se livrar rapidamente dos escombros. Alguns sobreviventes foram retirados das ruínas seis ou sete dias após o terremoto. Feridos e moribundos não receberam assistência até 19 de janeiro, quando um hospital temporário foi criado e um médico foi contratado para distribuir medicamentos e aplicar curativos.
Em Tiberíades, houve grandes danos, embora não tão severos quanto em Safed, e 600 pessoas morreram, com muitas casas e os muros da cidade sendo destruídos. Os feridos foram transportados para fontes termais naquela área para receberem assistência, e pode ter havido alterações no volume de água que emanava delas no momento do terremoto. Ainda em resultado do sismo, uma forte seicha (onda estacionária) varreu as costas de Tiberíades, causando mortes adicionais.

## Consequências
Três grandes tremores secundários ocorreram várias semanas após o evento principal. Em 16 de janeiro, no extremo norte, em 22 de janeiro, perto do centro, e em 20 de maio novamente no norte, perto da cidade de Hasbaya (a oeste de Damasco). Os tremores secundários espalharam-se por uma distância de 70 quilômetros (43 mi) e esse comprimento corresponde à região norte-sul da área epicentral que foi mapeada por Ambraseys e pode indicar que a Falha de Roum e sua extensão ao sul até o Mar da Galileia foram fontes do evento.
Nos meses e anos que se seguiram ao terremoto, as casas e terras perdidas pelos seus falecidos proprietários foram ocupadas por emigrantes recém-chegados da Rússia, Alemanha, Polônia e outros lugares. 

## Análise

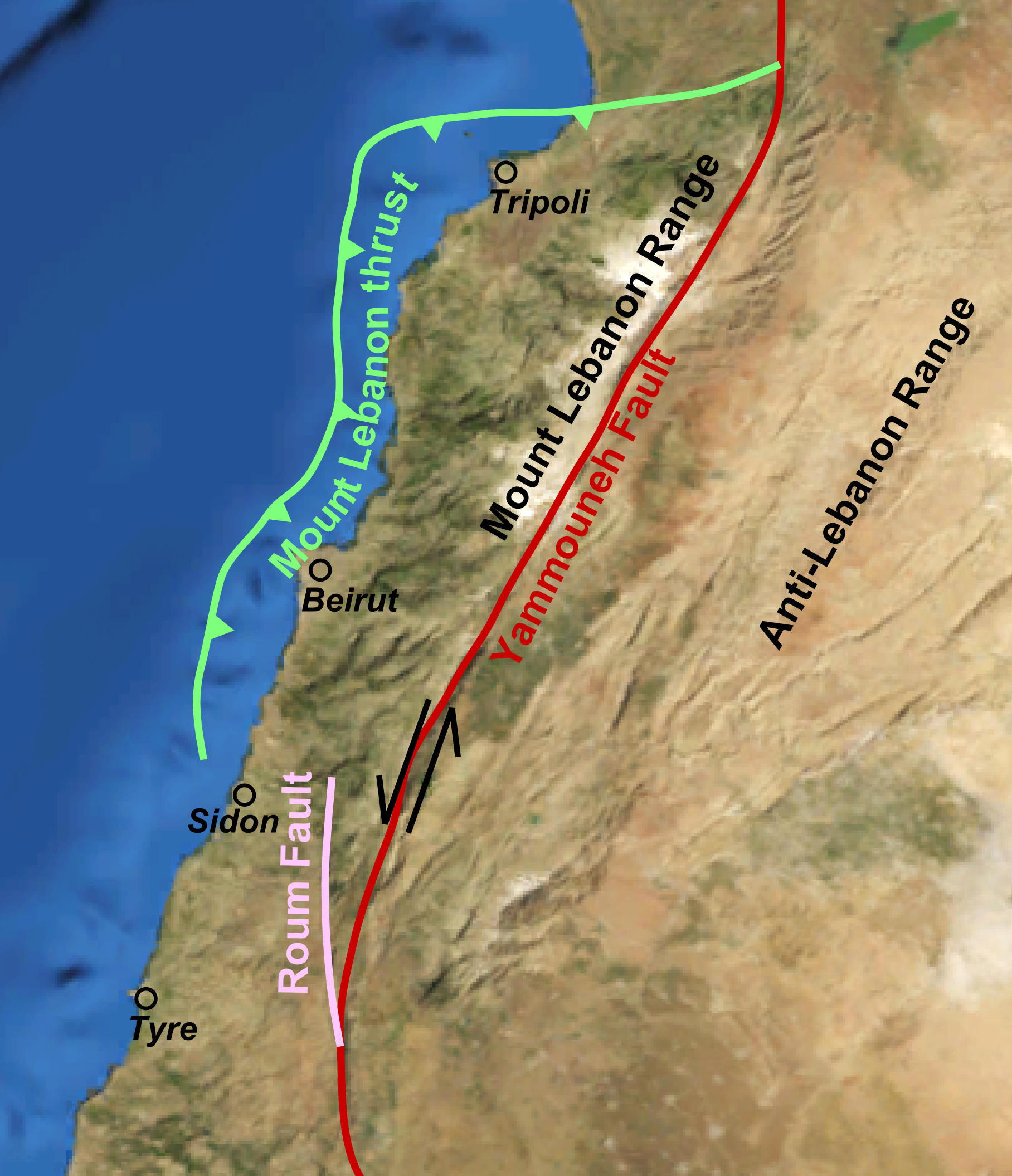
A falha de Yammouneh no Líbano

A Transformação do Mar Morto, também conhecida como Fratura do Levante, produz terremotos fortes, mas pouco frequentes, e todas as informações pré-instrumentais sobre a área mostram que ela estava passando por um período inativo durante o século XX. Os pesquisadores M. Vered e HL Striem conduziram um estudo sobre o terremoto de Jericó de 1927 e o evento de janeiro de 1837, com uma análise detalhada dos dados de danos para obter uma boa estimativa dos valores de intensidade na Escala de Mercalli. O evento de 1927 foi registrado tanto macrossísmica quanto instrumentalmente, o que proporcionou uma boa oportunidade para examinar de perto a localização do epicentro macrossísmico e instrumental, estimativas de sua profundidade e métodos usados na investigação macrossísmica. Uma vez validados, os processos de análise dos dados macrossísmicos foram aplicados ao evento anterior de 1837. As áreas meizossísmicas de ambos os eventos do Vale do Rifte do Jordão estavam ao longo de uma linha norte-sul perto da zona de falha.
Vários outros eventos anteriores ocorreram na mesma região e, em comparação, tanto o terremoto de 1202 na Síria quanto os terremotos do Oriente Próximo de 1759 tiveram magnitudes maiores do que o evento de 1837 e foram associados à falha de Yammouneh no Líbano. Entretanto, nenhum outro terremoto de tamanho semelhante ocorreu na zona do Mar Morto depois que os sismômetros começaram a ser usados por volta da virada do século XX, então Nicholas Ambraseys mapeou os valores de intensidade relatados em mais de 120 locais dentro da área afetada e usou os valores para criar uma relação com um grupo de 158 terremotos na Turquia e no norte da Síria, com intensidades e magnitudes conhecidas de forma a estimar a magnitude da onda de superfície para este evento. O raio médio dos isóssimos na área ajudou a estimar uma magnitude de 7,0 a 7,1 para o evento. 